# Daniel-Henri Pageaux
Daniel-Henri Pageaux (Parigi, 16 luglio 1939) è un critico letterario francese.
È comparatista e professore emerito alla Sorbonne Nouvelle/Paris III e condirettore della «Revue de Littérature comparée». Pageaux ha sviluppato la teoria dell'imagologia letteraria. La sua opera più importante è La littérature générale et comparée (1994). In italiano è stato pubblicato da Sellerio Nascite del romanzo (2003) e Le scritture di Hermes. Introduzione alla letteratura comparata (2010).

## Imagologia letteraria di Pageaux
Pageaux procede con un metodo semiotico-strutturale, individuando dapprima le parole chiave di un determinato testo letterario, esaminando la strategia linguistica che ha scelto l'autore che può essere di estraniamento o di assimilazione e infine studiando le coordinate spaziali e temporali, conducendo un'analisi antropologica. Pageaux dice che nel rapporto con l'altro ci può essere assimilazione quando si ha una considerazione positiva di una determinata cultura (ad esempio Goethe e l'interesse dei romanzi giapponesi) o ci può essere straniamento quando si ha sorta di distacco nei confronti dell'altro. Questi rapporti possono avere connotati estremi quali: fobico e di mania (nel primo caso c'è l'estraneamento eccessivo e nel secondo caso c'è un'enfatizzazione esagerata) che portano alla nascita di stereotipi. Gli stereotipi sono dei segnali di senso generale che vengono attribuiti a semplici fatti che vengono considerati fenomeni.

## Pubblicazioni

### Saggi
- Les Ailes des mots, Critique littéraire et poétique de la création, París, L’Harmattan, 1994.
- Le Bûcher d’Hercule, Histoire, critique et théorie littéraires, París, Champion, 1996.
- La Lyre d'Amphion, Pour une poétique sans frontières, París, Presses Universitaires de la Sorbonne Nouvelle, 2001.
- Sous le signe de Vertumne. Expérience poétique et création littéraire, París, Jean Maisonneuve, 2003.
- Trente essais de littérature générale et comparée ou La Corne d’Amalthée, París, L’Harmattan, 2003.
- Les aventures de la lecture. Cinq essais sur le Don Quichotte, París, L’Harmattan, 2005.
- Rencontres, échanges, passages. Essais et études de littérature générale et comparée, París, L’Harmattan, 2006.
- Le Tour du Monde en vingt-quatre lectures, París, L’Harmattan, 2008.
- L’œil en main. Pour une poétique de la médiation, París, Jean Maisonneuve, 2009.
- Impromptus Variations Études. Essais de littérature générale et comparée, París, L’Harmattan, 2010.
- Cervantes « raro inventor » De la poésie au roman, París, Jean Maisonneuve, 2011.
- Miscellanées I. Essais de littérature générale & comparée, París, Jean Maisonneuve, 2012
- Miscellanées II. Essais de Littérature générale & comparée, París, Jean Maisonneuve, 2013
- La Fontaine de Castalie. Essais de Littérature générale & comparée, París, Jean Maisonneuve, 2013
- Les Hespérides en leur jardin. Essais de littérature générale & comparée, París, Jean Maisonneuve, 2015.

### Studi
- Images du Portugal dans les lettres françaises (1700-1755), París, Fondation Gulbenkian, 1971.
- Quinze études autour de El Siglo de las Luces de Alejo Carpentier, París, L’Harmattan, 1983.
- Imagens do Portugal na cultura francesa, Lisboa, Biblioteca Breve, 1984.
- Images et mythes d'Haïti, París, l’Harmattan, 1985.
- De Commynes à Mme d'Aulnoy. Deux siècles de relations hispano-françaises, París, l’Harmattan, 1987.
- Ernesto Sábato ou la littérature comme absolu, París, Caribéennes, 1989.
- Perspectives comparatistes, París, Champion, 1999.
- El corazón viajero. Doce estudios de literatura comparada, Lérida, Pagès y Univ. de Lleida, 2007.
- Littératures et cultures en dialogue, ed. de Sobhi Habchi, Paris, l’Harmattan, 2007.
- Imagololoske razprave, ed. de Tone Smolej, Ljubljana, 2008.
- Le scritture di Hermes. Introduzione alla letteratura comparata, Palermo, Sellerio, 2010.
- Musas na encruzilhada. Ensaios de literatura comparada, Marcelo Marinho ed., URI, UCITEC/ Rio Grande do Sul/ Brasil, 2011.
- Itinéraires comparatistes, París, Jean Maisonneuve, 2014, 2 vol. (vol. I, Hommages, Rencontres; vol. 2, Parcours & Compléments bibliographiques).

### Manuali
- Literatura portuguesa, literatura comparada e teoria da literatura, Lisboa, Setenta, 1982.  con A.M. Machado).
- La littérature générale et comparée, París, Armand Colin, 1994
- Naissances du roman, París, Klincksieck, 1995 (2ª ed. 2006; trad. italiana, Palermo, Selerio, 2003).
- Da literatura comparada à teoria da literatura, Lisboa, Presença, 2001. (con A.M. Machado).
- Histoire de la littérature espagnole, París, Ellipses, 2002.
- Le Séminaire d’Aïn Chams. Une introduction à la littérature générale et comparée, París, L’Harmattan, 2008.

### Romanzi
- [Pseudonimo] Michel Hendrel, Le Sablier retourné, París, Belfond, 1989.
- [Pseudonimo] Michel Hendrel, Le Système décimal, París, Belfond, 1992.
- [Pseudonimo] León Moreno, Como fiel amante o la invención del Lazarillo, Madrid, Turpin, 2012.